# Андріак

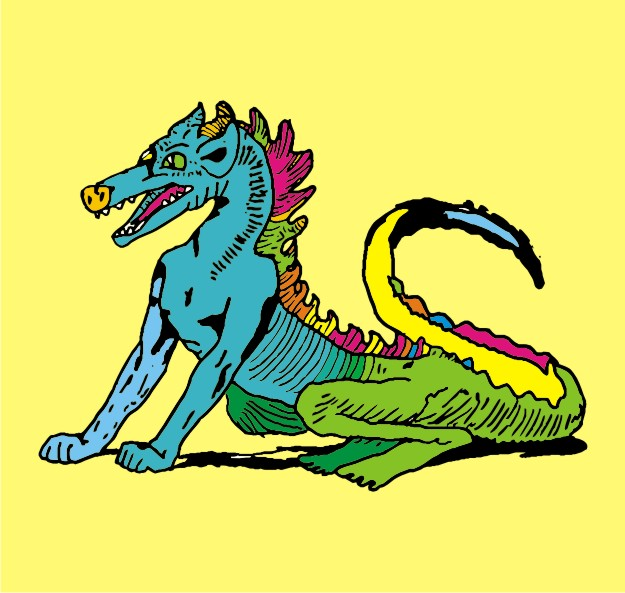
Приблизна зовнішність ендріаги.

Андріа́к, або ендріа́га, (ісп. endriago, пол. endriaga) — літературний персонаж, драконоподібна химерна потвора. Мешкала на Острові Диявола й була одним із супротивників лицаря Амадіса Гальського. Також згадується як вид потвор у романі Сервантеса «Дон Кіхот». Істота була запозичена Анджеєм Сапковським для бестіарію фентезійного світу «Відьмака».

## Етимологія
Імовірно, що слово утворене схрещенням «гідра» та «дракон».

## Опис у романі «Амадіс Гальський»

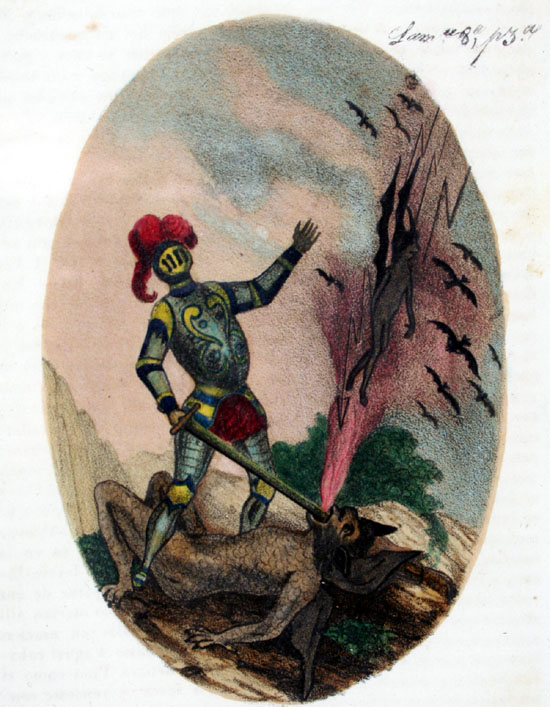
«Амадіс долає Андріака», літографія 1838 року.

Тіло й морду Андріака вкривало хутро; згори він мав міцний, непробивний для зброї панцир; ноги й ступні потвори були товсті та сильні, мов у лева. З плечей у нього росли великі чорні перетинчасті крила, що сягали ступень, і котрі чудовисько використовувало як щит. Істота мала сильні передні орлячі лапи з п'ятьма пальцями і довгі кігті. На лапах також був панцир, але слабший. Зубів було по два на щелепі, кожен довжиною в лікоть. Круглі червоні очі нагадували бурштин.
Андріак полював на людей і звіра. Коли він зазнавав поразки, наприклад, від левів та ведмедів, димів із ніздрів, чим відлякував і труїв супротивника.

## У відеоігрових адаптаціях «Відьмака»
У книжках Анджея Сапковського не наводиться опис цих істот — присутня лише згадка.
У відеоіграх, присвячених відьмакові Геральту, ендріаги це велетенські гуртосімейні членистоногі, що поділені на касти.